# ميخائيل د. بارنز
ميخائيل د. بارنز (بالإنجليزية: Michael D. Barnes)‏ هو محامي وسياسي أمريكي، ولد في 3 سبتمبر 1943 في واشنطن العاصمة في الولايات المتحدة. حزبياً، نشط في الحزب الديمقراطي. وقد انتخب عضو مجلس النواب الأمريكي عن دائرة Maryland's 8th congressional district ‏ (3 يناير 1979 – 3 يناير 1987).